# 連続犯
連続犯（れんぞくはん）とは、複数個の行為が連続して行われ、それらの行為が全て同じ罪名に該当する場合をいう。

## 概説
これはかつて刑法に存在した規定（刑法55条）であったが、1947年（昭和22年）に廃止されている。
かつては、一晩のうちに窃盗を連続して行った場合などに刑法55条が適用されていたが、いくつ同じ罪を犯しても、それらが加重されることなく処罰されており、そういった現状に対して刑罰が軽すぎるとの指摘がなされ、また、日本国憲法の公布に伴い、その精神に沿うように改正がなされた結果、条文の削除に至った。
条文が削除されたのちは、刑法45条および47条によって併合罪の加重として処断されている。

## 条文
連続シタル数個ノ行為ニシテ同一ノ罪名ニ触ルルトキハ一罪トシテ之ヲ処断ス

## 歴史
連続犯の概念は、かねてより旧刑法当時の判例・学説に表れていた。しかし、それに反して明文規定は存在せず、判例のみに依拠して処罰されていた。だが、現行刑法において、加重・併科の範囲を拡大したため、科刑上一罪の重要性が高まった。これは、併合罪の処断について吸収主義を縮減したためである。
削除以前は、同一罪名に触れる犯罪については一罪として扱っても科刑上の問題は生じないとの解釈がなされていたため、広く適用されていた。これには、裁判に至るまでの過程において、その手続きを簡潔にさせるという理由も含まれている。
しかし第二次世界大戦後、犯罪捜査の手続きに厳しい制約が課されることとなり、55条を存置するのであれば、多くの犯罪が処罰を免れる結果になると考えられたため、55条は削除された。